# Algirdas Škėma
Algirdas Škėma († 1941 in Sibirien) war ein litauischer Fußballspieler.

## Karriere
Algirdas Škėma spielte in seiner Vereinskarriere für LFLS Kaunas. Im Juni 1925 debütierte er in der Litauischen Fußballnationalmannschaft gegen Estland. Im Jahr 1928 nahm er mit der Nationalmannschaft am Baltic Cup teil.